# Référendum de 2017 sur le statut de Porto Rico
Un référendum non contraignant sur le statut de Porto Rico se tient le 11 juin 2017 afin de déterminer si l’archipel veut continuer d'être un État libre associé des États-Unis. Porto Rico est un territoire des États-Unis depuis la guerre hispano-américaine en 1898.

## Contenu
La population est amenée à choisir entre le statu quo, l'accès au statut d'État américain ou la libre association/Indépendance. Si une majorité relative de votants choisit cette dernière double option, un second référendum aura lieu le 8 octobre pour les départager. Quel que soit le résultat, le référendum demeure non contraignant.

## Calendrier électoral
Le 26 janvier 2017, le Sénat de Porto Rico contrôlé par le Nouveau parti progressiste (en) a voté une loi approuvant le référendum pour que Porto Rico devienne un État des États-Unis.

## Contexte
Porto Rico fut cédé par l'Espagne aux États-Unis lors du Traité de Paris après la guerre hispano-américaine. Depuis l'île de Porto Rico est un territoire des États-Unis. Du fait de ce statut, ce n'est ni un État des États-Unis, ni un État souverain. Bien que les Portoricains aient la citoyenneté américaine depuis le Jones–Shafroth Act (en) de 1917, comme Porto Rico n'est pas un État, ils ne peuvent pas voter lors de l'élection du président des États-Unis, qui est leur chef du gouvernement et ils n'ont pas de représentants au Congrès des États-Unis, bien que ce dernier exerce le pouvoir législatif sur l'île, qui est plus peuplée que 23 des États formant les États-Unis. De plus, la politique étrangère est du ressort des États-Unis.
Le 3 février 2017, le gouverneur de Porto Rico Ricardo Rosselló signe la loi no 7 pour la « décolonisation immédiate de Porto Rico » qui prévoit un référendum d'autodétermination le 11 juin 2017 (cependant non contraignant). Les électeurs devront choisir entre l'option de devenir un État américain ou bien le statut de libre association/indépendance. En cas de victoire de la deuxième option, un second référendum sera organisé le 8 octobre suivant pour choisir entre la libre association et l'indépendance. L'opposition boycotte le scrutin.
Le référendum a lieu dans un contexte politique compliqué, Porto Rico étant toujours lourdement endetté et subissant une politique d'austérité. L'opposition, qui souhaite soit l'indépendance, soit le maintien du statut actuel, boycotte le scrutin, reprochant un vote biaisé et ne pouvant que porter en tête l'option visant à faire de Porto Rico un État américain. De plus, ce référendum est purement consultatif, donc le président Donald Trump n'est pas obligé d'en tenir compte, sans compter que le boycott rend les résultats peu représentatifs. Enfin, le coût de ce référendum est par ailleurs critiqué.

## Résultats des référendums précédents
| Statu quo             | 60,50 | 48,89 | 0,06  | -     |  |  |  |  |  |
| Étatisation           | 38,90 | 46,63 | 46,68 | 61,16 |  |  |  |  |  |
| Indépendance          | 0,60  | 4,48  | 2,55  | 5,49  |  |  |  |  |  |
| Libre association     | -     | -     | 0,29  | 33,34 |  |  |  |  |  |
| Aucune de ces options | -     | -     | 50,42 | -     |  |  |  |  |  |
|                       |       |       |       |       |  |  |  |  |  |
| Participation         | 63,90 | 73,54 | 71,11 | 78,19 |  |  |  |  |  |

## Résultat
| Choix                            | Votes     | %     |
| -------------------------------- | --------- | ----- |
| Transformation en État américain | 508 862   | 97,13 |
| Libre association/Indépendance   | 7 981     | 1,52  |
| Maintien du Statu quo            | 7 048     | 1,35  |
|                                  |           |       |
| Votes valides                    | 523 891   | 99,76 |
| Votes blancs et invalides        | 1 247     | 0,24  |
| Total                            | 525 138   | 100   |
| Abstention                       | 1 735 666 | 76,77 |
| Inscrits/Participation           | 2 260 804 | 23,23 |

## Analyse des résultats
Le statut d'État américain remporte une écrasante majorité des suffrages avec 97 % des votants ayant choisi cette option. La participation est néanmoins très faible, avec moins de 23 % des inscrits ayant voté, à la suite d'un appel au boycott du scrutin par une partie de la classe politique portoricaine.